# マリツァ・マルテン
マリツァ・マルテン・ガルシア（Maritza Martén Garcia、1963年8月17日 - ）は、キューバの陸上競技選手。1992年バルセロナオリンピックの金メダリストである。

## 経歴
マルテンは、陸上競技をはじめた11歳のとき、最初は投てきの選手ではなかった。次第に体重が増加していったことで、コーチから円盤投とやり投を行うよう勧められ種目を変更すると、すぐに両種目のキューバの学生チャンピオンに輝いた。1977年に、ハバナのスポーツ学校に入学後、コーチのエルメス・リベラと出会ってから成功の階段を上っていくこととなる。
1982年に、ベネズエラのバルキシメトで行われたパンアメリカジュニア大会の円盤投で優勝。さらに翌年のカラカスで行われたパンアメリカンゲームズでも優勝し、大きな国際大会で初優勝を飾る。
1985年に70m50を投げ、初めて70mの大台を突破すると、10月のワールドカップ陸上でも3位と好成績を残し、さらにこの年の世界ランクでも3位と世界のトップ選手の仲間入りを果たす。しかし、その後数年間は、ベストの投てきができず、1987年のパンアメリカンゲームズでは優勝したものの、同年の世界選手権では9位という結果に終わっている。
マルテンは、1989年に、再び70mの大台を突破し、自己タイの70m50を投げると、同年の世界ランクも3位に浮上した。しかし、1991年は椎間板ヘルニアに苦しみ、パンアメリカンゲームズに出場できなかったものの、1ヵ月後の東京で開催された世界選手権には、まだベストコンディションでなかったが出場。10位という結果に終わっている。
バルセロナオリンピックが開催される1992年はマルテンの競技人生にとって最も輝いた年となった。オリンピックの直前に行われた、イベロアメリカ大会で70m68の自己ベストをマークし、ベストの状態でオリンピックに臨む。バルセロナ大会は、1980年代、女子円盤投をリードした旧共産圏の選手がまだ現役で活躍していた大会であった。マルテンよりもベスト記録がよい選手には、ブルガリアのツベタンカ・フリストワ、ドイツのイルケ・ヴィルダ、EUNのラリッサ・コロトケビッチといった選手がいた。
決勝が行われた8月3日、マルテンは、5投目に70m06の投てきを見せ、残り1投を残しトップに立つ。最終投てきで、他の強豪選手たちはマルテンの記録を超えることができず、マルテンは、キューバの女性陸上選手では、1980年モスクワオリンピックやり投のマリア・コロン以来の金メダルとなった。
その後、1993年、1995年の世界選手権で4位に入るなど、好成績を残していたものの、1996年アトランタオリンピックでは、予選で60m08という結果しか残せず、予選落ちに終わっている。アトランタの後、1997年に現役を引退した。

## 主な実績
| 年   | 大会                   | 場所                               | 種目   | 結果 | 記録  |
| ---- | ---------------------- | ---------------------------------- | ------ | ---- | ----- |
| 1983 | パンアメリカンゲームズ | カラカス(ベネズエラ)               | 円盤投 | 2位  | 59m62 |
| 1985 | ユニバーシアード       | 神戸(日本)                         | 円盤投 | 1位  | 66m66 |
| 1985 | IAAFワールドカップ     | キャンベラ(オーストラリア)         | 円盤投 | 3位  | 66m54 |
| 1987 | パンアメリカンゲームズ | インディアナポリス(アメリカ合衆国) | 円盤投 | 1位  | 65m58 |
| 1987 | 世界陸上競技選手権大会 | ローマ(イタリア)                   | 円盤投 | 9位  | 62m00 |
| 1989 | ユニバーシアード       | デュースブルク(西ドイツ)           | 円盤投 | 3位  | 64m70 |
| 1989 | IAAFワールドカップ     | バルセロナ(スペイン)               | 円盤投 | 3位  | 65m40 |
| 1991 | 世界陸上競技選手権大会 | 東京(日本)                         | 円盤投 | 10位 | 62m40 |
| 1992 | オリンピック           | バルセロナ(スペイン)               | 円盤投 | 1位  | 70m06 |
| 1992 | IAAFワールドカップ     | ハバナ(キューバ)                   | 円盤投 | 1位  | 69m30 |
| 1993 | 世界陸上競技選手権大会 | シュトゥットガルト(ドイツ)         | 円盤投 | 4位  | 64m62 |
| 1995 | パンアメリカンゲームズ | マル・デル・プラタ(アルゼンチン)   | 円盤投 | 1位  | 61m22 |
| 1995 | 世界陸上競技選手権大会 | イェーテボリ(スウェーデン)         | 円盤投 | 4位  | 64m36 |